# Bedecktsamer

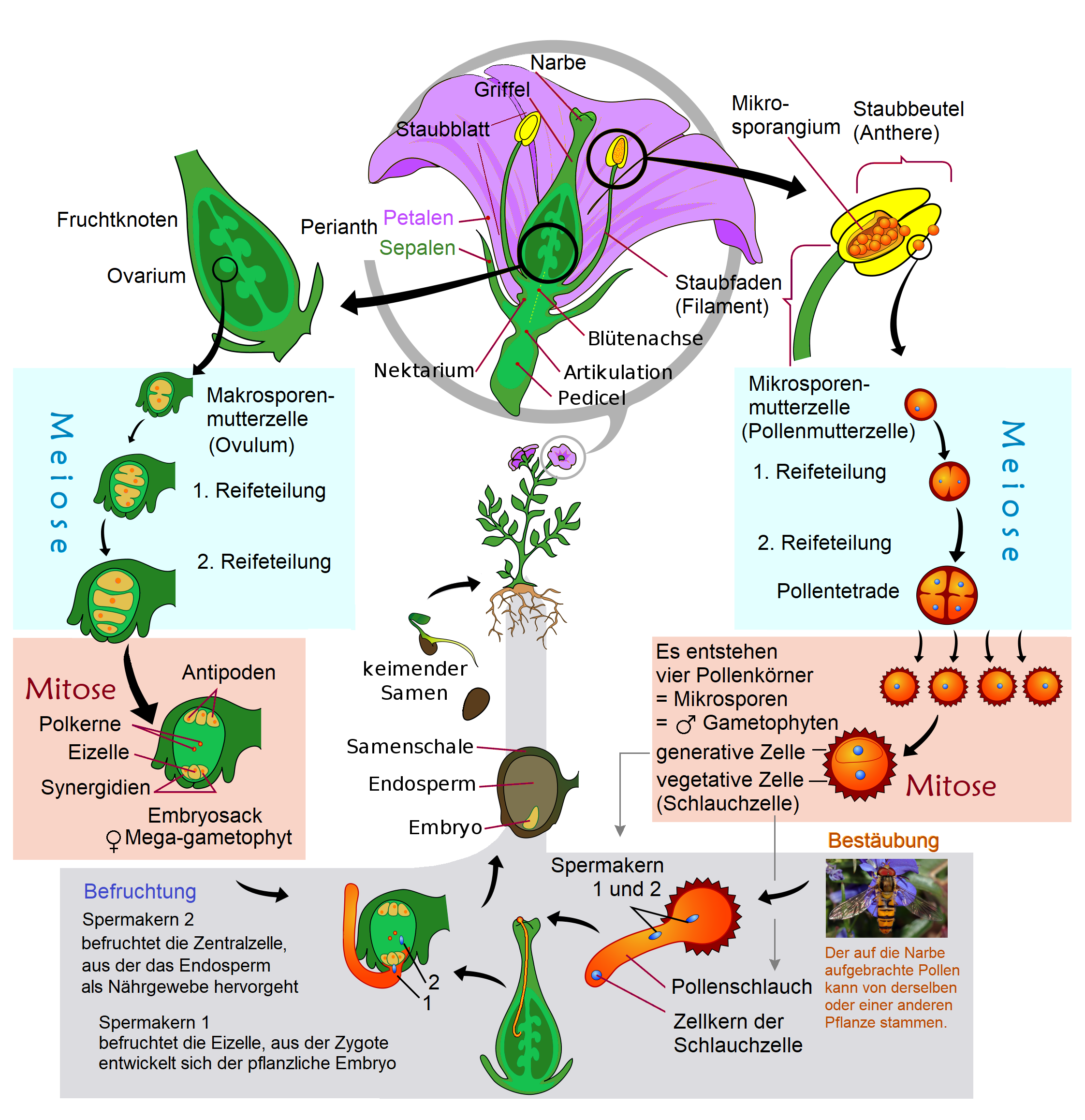
Lebenszyklus der Angiospermen mit dem Generationswechsel im Bereich der Blüte

Die Bedecktsamigen Pflanzen (Angiospermae), kurz: Bedecktsamer, auch Angiospermen, manchmal auch im engeren Sinne als „Blütenpflanzen“ bezeichnet, bilden die größte Klasse der Samenpflanzen. Sie unterscheiden sich von den Nacktsamern darin, dass in ihren Blüten die Samenanlagen von einem Fruchtblatt bzw. Fruchtknoten umschlossen und darin geschützt („bedeckt“) liegen.

## Merkmale

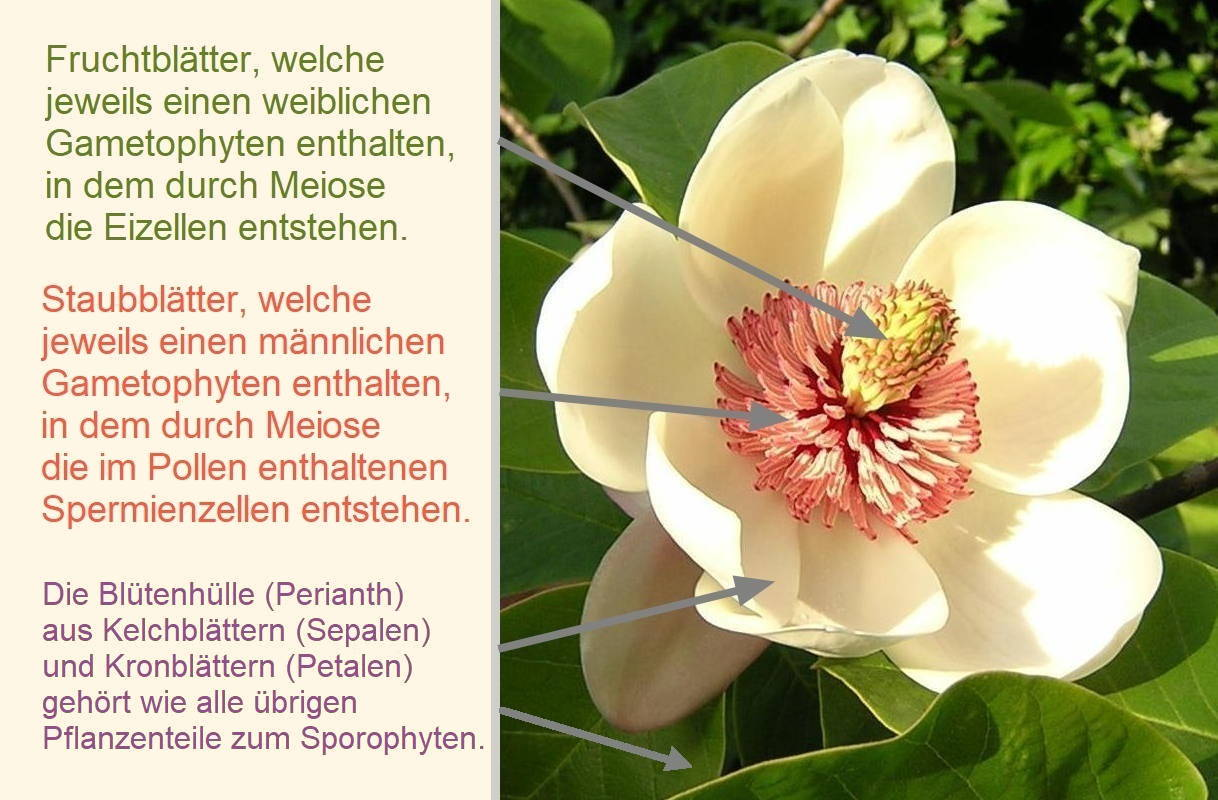
Magnolienblüte

Der Bau der bedecktsamigen Blüten ist abgeleitet von den Blütenständen der nacktsamigen Pflanzen, die ihre Samenanlagen offen auf den Fruchtblättern tragen. Die ursprünglich spiralige Anordnung der Fruchtblätter auf der Blütenachse zeigt sich unter anderem an den Blüten der Magnolien. Wegen dieser Gemeinsamkeit der Magnoliidae mit den viel älteren Verwandtschaftsgruppen, wobei sie sich aber hinsichtlich der Fruchtblätter von jenen deutlich unterscheiden, bezeichnet man die gesamte systematische Einheit der bedecktsamigen Pflanzen auch als Magnoliophyta.
Bei der Entstehung der Samenpflanzen, zu denen auch die Bedecktsamer gehören, wurde der Generationswechsel, der bei den Farnen durch abwechselnde Ausbildung eines im Boden befindlichen Gametophyten und eines daraus hervorwachsenden Sporophyten stattfand, in die vom Sporophyten gebildete Blüte verlagert, in der der weibliche Gametophyt (Embryosack) verbleibt, während die männlichen Gametophyten (Pollenkörner) nach der Bildung in den Staubblättern freigesetzt werden. Bei den bedecktsamigen Blütenpflanzen sind die Samenanlagen und darin dasjenige Gewebe, das ursprünglich den weiblichen Gametophyten bildete, in ein geschlossenes Fruchtblatt eingehüllt, daher der Name Bedecktsamer. Der männliche Gametophyt der bedecktsamigen Blütenpflanzen besteht nur aus drei Zellen. Die Wände der Megasporen besitzen kein Sporopollenin. Es gibt eine doppelte Befruchtung und damit zusammenhängend ein sekundäres Endosperm.

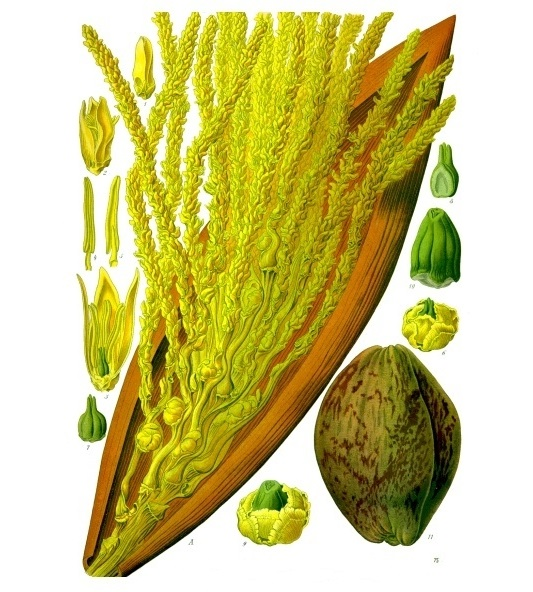
Detailzeichnungen der Blütenteile einer Kokospalme: Der Stempel (grün) umschließt die (nicht eingezeichnete) Samenanlage, hüllt sie ein, bietet dem entstehenden Samen eine schützende „Bedeckung“. Die Samenanlage wird zum Samen. Der aus den Fruchtblättern gebildete untere Teil des Stempels wird zur Frucht, die den Samen einhüllt.

Die Bedecktsamer zeichnen sich unter anderem durch folgende abgeleitete Merkmale (Synapomorphien) aus, die sie von den anderen Samenpflanzen abgrenzen: Im Phloem gehen Siebröhren und Geleitzellen aus einer gemeinsamen Mutterzelle hervor. Im Xylem findet man im Unterschied zu Nacktsamigen Pflanzen neben den Tracheiden auch Tracheen. Die Staubblätter besitzen zwei seitlich sitzende Pollensack-Paare. Die Staubbeutel haben ein hypodermales Endothecium. Die Pollenkörner haben meist keine laminierte Endexine.

## Systematik

Nach den Insekten sind die Bedecktsamer die artenreichste Klasse.

Die Bedecktsamer sind mit etwa 300.000 bekannten Arten die Pflanzengruppe mit den meisten Arten. Während ihre systematische Stellung innerhalb der Samenpflanzen und ihre Herkunft nach wie vor Gegenstand wissenschaftlicher Debatten ist, hat sich ihre innere Systematik nicht zuletzt durch die Arbeit der Angiosperm Phylogeny Group (APG) seit den 1990er Jahren stabilisiert. Die hier vorgestellte Systematik beruht auf der im März 2016 vorgestellten vierten Version der APG.
Neben den großen Gruppen der Monokotyledonen und Eudikotyledonen gibt es noch einige basal stehende Ordnungen. Ihre Verwandtschaft wird durch folgendes Kladogramm verdeutlicht:
|  | Monokotyledonen (Einkeimblättrige)                                                    |
|  |                                                                                       |
|  | \| \| Ceratophyllales (Hornblattartige) \| \| \| \| \| \| Eudikotyledonen \| \| \| \| |
|  |                                                                                       |
|  | Ceratophyllales (Hornblattartige)                                                     |
|  |                                                                                       |
|  | Eudikotyledonen                                                                       |
|  |                                                                                       |

|  | Ceratophyllales (Hornblattartige) |
|  |                                   |
|  | Eudikotyledonen                   |
|  |                                   |

|  | Monokotyledonen (Einkeimblättrige)                                                    |
|  |                                                                                       |
|  | \| \| Ceratophyllales (Hornblattartige) \| \| \| \| \| \| Eudikotyledonen \| \| \| \| |
|  |                                                                                       |
|  | Ceratophyllales (Hornblattartige)                                                     |
|  |                                                                                       |
|  | Eudikotyledonen                                                                       |
|  |                                                                                       |

|  | Ceratophyllales (Hornblattartige) |
|  |                                   |
|  | Eudikotyledonen                   |
|  |                                   |

|  | Monokotyledonen (Einkeimblättrige)                                                    |
|  |                                                                                       |
|  | \| \| Ceratophyllales (Hornblattartige) \| \| \| \| \| \| Eudikotyledonen \| \| \| \| |
|  |                                                                                       |
|  | Ceratophyllales (Hornblattartige)                                                     |
|  |                                                                                       |
|  | Eudikotyledonen                                                                       |
|  |                                                                                       |

|  | Ceratophyllales (Hornblattartige) |
|  |                                   |
|  | Eudikotyledonen                   |
|  |                                   |

|  | Monokotyledonen (Einkeimblättrige)                                                    |
|  |                                                                                       |
|  | \| \| Ceratophyllales (Hornblattartige) \| \| \| \| \| \| Eudikotyledonen \| \| \| \| |
|  |                                                                                       |
|  | Ceratophyllales (Hornblattartige)                                                     |
|  |                                                                                       |
|  | Eudikotyledonen                                                                       |
|  |                                                                                       |

|  | Ceratophyllales (Hornblattartige) |
|  |                                   |
|  | Eudikotyledonen                   |
|  |                                   |

|  | Monokotyledonen (Einkeimblättrige)                                                    |
|  |                                                                                       |
|  | \| \| Ceratophyllales (Hornblattartige) \| \| \| \| \| \| Eudikotyledonen \| \| \| \| |
|  |                                                                                       |
|  | Ceratophyllales (Hornblattartige)                                                     |
|  |                                                                                       |
|  | Eudikotyledonen                                                                       |
|  |                                                                                       |

|  | Ceratophyllales (Hornblattartige) |
|  |                                   |
|  | Eudikotyledonen                   |
|  |                                   |

|  | Monokotyledonen (Einkeimblättrige)                                                    |
|  |                                                                                       |
|  | \| \| Ceratophyllales (Hornblattartige) \| \| \| \| \| \| Eudikotyledonen \| \| \| \| |
|  |                                                                                       |
|  | Ceratophyllales (Hornblattartige)                                                     |
|  |                                                                                       |
|  | Eudikotyledonen                                                                       |
|  |                                                                                       |

|  | Ceratophyllales (Hornblattartige) |
|  |                                   |
|  | Eudikotyledonen                   |
|  |                                   |

|  | Monokotyledonen (Einkeimblättrige)                                                    |
|  |                                                                                       |
|  | \| \| Ceratophyllales (Hornblattartige) \| \| \| \| \| \| Eudikotyledonen \| \| \| \| |
|  |                                                                                       |
|  | Ceratophyllales (Hornblattartige)                                                     |
|  |                                                                                       |
|  | Eudikotyledonen                                                                       |
|  |                                                                                       |

|  | Ceratophyllales (Hornblattartige) |
|  |                                   |
|  | Eudikotyledonen                   |
|  |                                   |

|  | Monokotyledonen (Einkeimblättrige)                                                    |
|  |                                                                                       |
|  | \| \| Ceratophyllales (Hornblattartige) \| \| \| \| \| \| Eudikotyledonen \| \| \| \| |
|  |                                                                                       |
|  | Ceratophyllales (Hornblattartige)                                                     |
|  |                                                                                       |
|  | Eudikotyledonen                                                                       |
|  |                                                                                       |

|  | Ceratophyllales (Hornblattartige) |
|  |                                   |
|  | Eudikotyledonen                   |
|  |                                   |

|  | Monokotyledonen (Einkeimblättrige)                                                    |
|  |                                                                                       |
|  | \| \| Ceratophyllales (Hornblattartige) \| \| \| \| \| \| Eudikotyledonen \| \| \| \| |
|  |                                                                                       |
|  | Ceratophyllales (Hornblattartige)                                                     |
|  |                                                                                       |
|  | Eudikotyledonen                                                                       |
|  |                                                                                       |

|  | Ceratophyllales (Hornblattartige) |
|  |                                   |
|  | Eudikotyledonen                   |
|  |                                   |

|  | Monokotyledonen (Einkeimblättrige)                                                    |
|  |                                                                                       |
|  | \| \| Ceratophyllales (Hornblattartige) \| \| \| \| \| \| Eudikotyledonen \| \| \| \| |
|  |                                                                                       |
|  | Ceratophyllales (Hornblattartige)                                                     |
|  |                                                                                       |
|  | Eudikotyledonen                                                                       |
|  |                                                                                       |

|  | Ceratophyllales (Hornblattartige) |
|  |                                   |
|  | Eudikotyledonen                   |
|  |                                   |

|  | Monokotyledonen (Einkeimblättrige)                                                    |
|  |                                                                                       |
|  | \| \| Ceratophyllales (Hornblattartige) \| \| \| \| \| \| Eudikotyledonen \| \| \| \| |
|  |                                                                                       |
|  | Ceratophyllales (Hornblattartige)                                                     |
|  |                                                                                       |
|  | Eudikotyledonen                                                                       |
|  |                                                                                       |

|  | Ceratophyllales (Hornblattartige) |
|  |                                   |
|  | Eudikotyledonen                   |
|  |                                   |

|  | Monokotyledonen (Einkeimblättrige)                                                    |
|  |                                                                                       |
|  | \| \| Ceratophyllales (Hornblattartige) \| \| \| \| \| \| Eudikotyledonen \| \| \| \| |
|  |                                                                                       |
|  | Ceratophyllales (Hornblattartige)                                                     |
|  |                                                                                       |
|  | Eudikotyledonen                                                                       |
|  |                                                                                       |

|  | Ceratophyllales (Hornblattartige) |
|  |                                   |
|  | Eudikotyledonen                   |
|  |                                   |

|  | Monokotyledonen (Einkeimblättrige)                                                    |
|  |                                                                                       |
|  | \| \| Ceratophyllales (Hornblattartige) \| \| \| \| \| \| Eudikotyledonen \| \| \| \| |
|  |                                                                                       |
|  | Ceratophyllales (Hornblattartige)                                                     |
|  |                                                                                       |
|  | Eudikotyledonen                                                                       |
|  |                                                                                       |

|  | Ceratophyllales (Hornblattartige) |
|  |                                   |
|  | Eudikotyledonen                   |
|  |                                   |

|  | Monokotyledonen (Einkeimblättrige)                                                    |
|  |                                                                                       |
|  | \| \| Ceratophyllales (Hornblattartige) \| \| \| \| \| \| Eudikotyledonen \| \| \| \| |
|  |                                                                                       |
|  | Ceratophyllales (Hornblattartige)                                                     |
|  |                                                                                       |
|  | Eudikotyledonen                                                                       |
|  |                                                                                       |

|  | Ceratophyllales (Hornblattartige) |
|  |                                   |
|  | Eudikotyledonen                   |
|  |                                   |

|  | Monokotyledonen (Einkeimblättrige)                                                    |
|  |                                                                                       |
|  | \| \| Ceratophyllales (Hornblattartige) \| \| \| \| \| \| Eudikotyledonen \| \| \| \| |
|  |                                                                                       |
|  | Ceratophyllales (Hornblattartige)                                                     |
|  |                                                                                       |
|  | Eudikotyledonen                                                                       |
|  |                                                                                       |

|  | Ceratophyllales (Hornblattartige) |
|  |                                   |
|  | Eudikotyledonen                   |
|  |                                   |

|  | Monokotyledonen (Einkeimblättrige)                                                    |
|  |                                                                                       |
|  | \| \| Ceratophyllales (Hornblattartige) \| \| \| \| \| \| Eudikotyledonen \| \| \| \| |
|  |                                                                                       |
|  | Ceratophyllales (Hornblattartige)                                                     |
|  |                                                                                       |
|  | Eudikotyledonen                                                                       |
|  |                                                                                       |

|  | Ceratophyllales (Hornblattartige) |
|  |                                   |
|  | Eudikotyledonen                   |
|  |                                   |

### Basale Ordnungen
Unter dem Begriff der basalen Ordnungen werden mehrere Ordnungen zusammengefasst, die phylogenetisch an der Basis der Bedecktsamer stehen. Sie stellen keine natürliche Verwandtschaftsgruppe (Monophylum) dar und werden daher nicht mehr als eigenes Taxon  geführt wie in der Vergangenheit (etwa als Einfurchenpollen-Zweikeimblättrige). Die basalen Ordnungen umfassen etwa 8600 Arten. Sie haben etliche gemeinsame Merkmale.
Es sind vorwiegend verholzte Pflanzen, die ätherische Öle bilden (Phenylpropanoide und Terpene). Diese befinden sich in kugeligen Idioblasten. Die Blätter sind einfach und besitzen keine Nebenblätter. Die Blüten sind sehr mannigfaltig gestaltet. Die Anordnung der Blütenorgane ist schraubig oder auch oft in dreizähligen Kreisen. Der Pollen ist vorwiegend monosulcat. Die Fruchtblätter sind meist nicht verwachsen. Häufige Pflanzeninhaltsstoffe sind Benzylisochinolinalkaloide und Neolignane.
Zu den basalen Ordnungen zählen folgende Taxa:
- Familie Archaefructaceae (ausgestorben)
- Ordnung Amborellales
  - Familie Amborellaceae
- Ordnung Nymphaeales (Seerosenartige)
  - Familie Hydatellaceae
  - Familie Cabombaceae (Haarnixengewächse)
  - Familie Nymphaeaceae (Seerosengewächse)
- Ordnung Austrobaileyales
  - Familie Austrobaileyaceae
  - Familie Trimeniaceae
  - Familie Schisandraceae (Sternanisgewächse)

### Mesangiospermen
An die Basalen Ordnungen schließen sich die Mesangiospermen (englisch Mesangiosperms) an, die alle übrigen Bedecktsamer beinhalten. Sie bestehen aus folgenden Gruppen:
- Magnoliiden
- Chloranthales
- Monokotyledonen (Einkeimblättrige)
- Ceratophyllales (Hornblattartige)
- Eudikotyledonen

Für eine detaillierte Übersicht über die Systematik siehe Systematik der Bedecktsamer.

## Ursprung der Blütenpflanzen
Als Fossilien sind Bedecktsamer seit dem Übergang von Oberjura zur Unterkreide bekannt, das heißt seit 160 bis 140 Millionen Jahren. Im Jahr 2013 wurden fossile Pollen in Bohrkernen wissenschaftlich beschrieben, deren Alter auf 252 bis 247 Millionen Jahren datiert wurde; das heißt, dass die Entwicklung der Blütenpflanzen wahrscheinlich in der mittleren Trias einsetzte. Eine der ältesten, wissenschaftlich beschriebenen Blütenpflanzen ist Montsechia vidalii, die in rund 130 Mio. Jahre alten kalkigen Sedimenten ehemaliger Süßwasserseen in den Pyrenäen und andernorts in Spanien gefunden wurde.
Die Ursprünge der Blütenpflanzen, ihrer Vorfahren sowie ihrer nächsten lebenden Verwandten sind bis heute umstritten. Im Wesentlichen gibt es drei Gruppen von Hypothesen:
Die erste ist die Anthophyten-Hypothese, die besagt, dass das äußere Samen-Integument und das Fruchtblatt sich von fertilen Strukturen ableiten, die bereits zuvor in einer blütenähnlichen Struktur vereint waren. Als nahe Verwandte und mögliche Vorläufer werden demnach die Gnetales und Bennettitales betrachtet. Allerdings sind die von einigen als homolog betrachteten ähnlichen Strukturen bei diesen beiden Gruppen und den Bedecktsamern vielfach recht unterschiedlich. Es fehlen zudem Fossilien, die eine Transformationsserie zwischen diesen Gruppen darstellen. In molekulargenetischen Untersuchungen bilden die Bedecktsamer und die Gnetales selten eine gemeinsame Klade.
Die zweite Gruppe von Hypothesen nimmt an, dass sich das äußere Samenanlagen-Integument und das Fruchtblatt aus einem Samenfarn-Megasporophyll entwickelt haben. Diese fertilen Strukturen wurden erst zu einem späteren Zeitpunkt zu einer Blüte vereint. Ein häufig genannter Kandidat dabei ist Caytonia. Einige wichtige strukturelle Merkmale sind allerdings nicht hinreichend genau bekannt, so die Struktur der Cupula von Caytonia und die sie tragende Rhachis. In etlichen kladistischen Analysen steht zudem Caytonia recht weit entfernt von den Samenpflanzen.
Nach der dritten Gruppe von Hypothesen bildeten sich das Fruchtblatt und das äußere Samenanlagen-Integument, indem Samenanlagen an zuvor pollenbildenden Strukturen entstanden. Sie ähneln damit Iltis’ catastrophic sexual transmutation-Theorie zur Entstehung des Mais. Sie umfasst auch die Gamoheterotopie-Theorie von Meyen, die die Umwandlung von synangialen Mikrosporophyllen zu samentragenden Megasporophyllen an der Spitze von Bennettitales-Zapfen zu erklären versucht. Die ebenfalls hierher gehörende mostly male-Theorie von Fröhlich und Parker erklärt das Fruchtblatt als Umwandlung von apikal stehenden Mikrosporophyllen an indeterminierten Blütenständen zu Megasporophyllen an Fruktifikationen mit determiniertem Wachstum. Für sie sind die Corystospermales die wahrscheinlichste Schwestergruppe der Bedecktsamer.

## Ökonomische Bedeutung
Die Landwirtschaft ist, direkt oder indirekt (durch Tierfuttererzeugung), fast vollständig von Bedecktsamern abhängig; von allen Familien dieser Abteilung sind die Süßgräser bei weitem am wichtigsten. Sie beinhalten den Großteil aller pflanzlichen Rohstoffe (Reis, Mais, Weizen, Gerste, Roggen, Hafer, Hirse und Perlhirse sowie Rohrzucker).
Die Hülsenfrüchtler wie Bohnen und Erbsen folgen an zweiter Stelle. Des Weiteren sind Nachtschattengewächse wie Kartoffeln, Tabak und Tomaten, Kürbisgewächse wie Kürbis und Melone, Kreuzblütengewächse wie Raps und Kohl sowie Doldenblütler wie Petersilie von Bedeutung.
Viele unserer Früchte kommen aus den Rautengewächs- (z. B. Zitrusfrüchte) und Rosengewächs-Familien, so zum Beispiel Erdbeeren, Äpfel, Birnen, Pflaumen, Aprikosen und Kirschen.
In einigen Regionen der Erde nehmen nur bestimmte einzelne Spezies wegen ihrer vielfältigen Verwendungsmöglichkeiten eine überragende Rolle ein, so zum Beispiel die Kokosnuss auf den Pazifikatollen.
Blütenpflanzen haben außer als Nahrungspflanzen noch weitere wirtschaftliche Bedeutung, so zum Beispiel in Form von Holz, Papier, Fasern (Baumwolle, Flachs, Hanf u. a.), Medikamenten (Fingerhüte, Campher) oder zur Dekoration und Landschaftsgestaltung. Von anderen Pflanzen werden sie aber auf dem Gebiet der Holzproduktion übertroffen.